# Lei de Parkinson
A lei de Parkinson é um epigrama formulado pelo escritor britânico Cyril Northcote Parkinson que diz que "o trabalho se expande de modo a preencher o tempo disponível para a sua realização. Quanto mais tempo, mais importante e exigente o trabalho parece.". Ou seja, segundo esta lei quanto mais tempo livre um trabalhador tem, mais ele vai desperdiçá-lo.
Este epigrama foi publicado pelo escritor num artigo na revista The Economist em 1955, sendo depois reimpresso com outros artigos no livro Parkinson's Law: The Pursuit of Progress [A lei de Parkinson: a busca do progresso] (em inglês), Londres: John Murray, 1958, baseado em sua extensa experiência no serviço civil britânico. O livro trata, em um tom irônico e superdimensionado, os problemas e deficiências das organizações.
De acordo com Parkinson, isso se deve a dois fatores:
- 1 - "funcionários querem multiplicar subordinados, não rivais", e
- 2 - "funcionários criam trabalho um para o outro." Ele também apontou que o total de empregados dentro de uma burocracia aumenta de 5% a 7% ao ano "independente da quantidade de trabalho (se houver) a ser feito".

A "lei de Parkinson" é também usada para referir-se a uma derivativa da original, relacionada à computação: "os dados se expandem para preencher o espaço disponível para armazenamento"; comprar mais memória encoraja o uso de técnicas que requerem mais memória. Observou-se que o uso de memória envolvendo sistemas tende a dobrar a cada 18 meses, em média. Felizmente, a capacidade de memória disponível por um preço constante tende a dobrar a cada 24 meses (ver Lei de Moore); infelizmente, as leis da física garantem que isto não poderá continuar para sempre.
A "lei de Parkinson" pode ser generalizada como: "a demanda de um recurso sempre expande para adequar-se à sua oferta ." Geralmente adiciona-se uma extensão, notando que "o inverso não é verdade".
Essa generalização tornou-se muito similar à lei econômica da oferta e da procura; que quanto mais baixo o custo de um serviço, maior a demanda deste.

## Aplicações da Lei de Parkinson
A Lei de Parkinson é aplicada em muitas áreas do conhecimento humano.
- Em gestão de projetos, tarefas individuais com datas-limite raramente terminam antes, pois as pessoas fazendo o trabalho tendem a expandi-lo para terminá-lo próximo à data de entrega. Junto com a síndrome do estudante, tarefas individuais quase sempre têm a garantia de que irão atrasar.
- As pessoas veem a lei aparecer em suas atividades diárias. Não importa quantas coisas haja sob responsabilidade de uma pessoa, ela tende a concluí-las. Isso leva à frase, "se você quer que algo seja feito, dê para alguém ocupado" pois parece que as pessoas ocupadas são melhores em "gestão de tempo." Enquanto isso até pode ser verdade, é justo afirmar que, como eles estão fazendo mais, seu trabalho não está expandindo indefinidamente para preencher tempo não-ocupado.

## Coeficiente de ineficiência
Parkinson também propôs uma regra sobre a eficiência de conselhos administrativos. Ele definiu um coeficiente de ineficiência, sendo o número de membros do conselho a principal variável.